# Rio Balta Albă
O Rio Balta Albă é um rio da Romênia afluente do rio Sacovăţ, localizado no distrito de Iaşi.